# Sissa Trecasali
Sissa Trecasali ist eine italienische Gemeinde (comune) mit 7901 Einwohnern (Stand 31. Dezember 2023) in der Provinz Parma in der Emilia-Romagna. Die Gemeinde entstand zum 1. Januar 2014 durch den Zusammenschluss der bis dahin eigenständigen Gemeinden Sissa und Trecasali.

## Geografie

Lage von Sissa Trecasali in der Provinz Parma

Die Gemeinde liegt etwa 18 Kilometer nördlich der Provinzhauptstadt Parma und etwa 100 Kilometer nordwestlich der Regionalhauptstadt Bologna. Sie grenzt unmittelbar an die Provinz Cremona (Region Lombardei) und liegt in der klimatischen Einordnung italienischer Gemeinden in der Zone E, 2 499. Das Rathaus ist in Sissa. Die Gemeinde liegt an den Flüssen Taro und Po, die kurz nördlich des Ortsteils Gramignazzo zusammenfließen.
Die Nachbargemeinden sind Colorno, Fontanellato, Gussola (CR), Martignana di Po (CR), Parma, Roccabianca, San Secondo Parmense, Torricella del Pizzo (CR) und Torrile.